# Föderáció Torony
A Föderáció Torony, (oroszul: Федерация), Európa legmagasabb felhőkarcolója volt, míg a Lahta Centr meg nem előzte.
A felhőkarcoló-együttes Moszkva belvárosában épült fel.